# Belontia hasselti

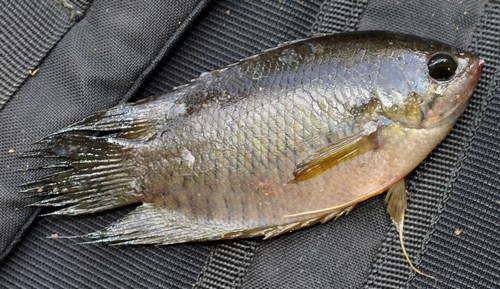
esemplare pescato

Belontia hasselti Cuvier, 1831 è un pesce di acqua dolce appartenente alla famiglia Osphronemidae ed alla sottofamiglia Belontiinae. È una delle due specie appartenenti al genere Belontia.

## Habitat e Distribuzione
Si trova in paludi e torbiere di Indonesia, Malaysia, Sumatra, Giava, Sulawesi e Isole della Sonda, di solito vicino alle foreste.

## Descrizione
Presenta un corpo compresso lateralmente, quasi ovale, alto e appena allungato; la testa è piccola, appuntita, con occhi grandi. La colorazione è marrone-verdastra con il ventre più chiaro, mentre le pinne, trasparenti, tendono al giallastro. Non supera i 20 cm.
Il dimorfismo sessuale non è particolarmente evidente: i maschi sono però più grossi e hanno le pinne più allungate. In particolare lo sono la pinna dorsale e quella anale, che terminano in una punta, mentre le pinne pelviche sembrano diventare dei filamenti all'estremità e la pinna caudale è arrotondata.
Questo pesce ha un organo chiamato "labirinto" che gli permette di respirare l'aria oltre all'acqua e di sopravvivere quindi in acque poco movimentate e povere di ossigeno.

## Biologia

### Comportamento
È generalmente solitario tranne che nel periodo riproduttivo durante il quale i maschi possono essere territoriali e molto aggressivi.

### Alimentazione
Ha una dieta molto varia, soprattutto carnivora, anche se include pure frammenti di piante. Si nutre di: pesci più piccoli, crostacei, anellidi e larve di mosche, moscerini e scarabei.

### Riproduzione
È oviparo e la fecondazione è esterna. Le uova, che possono arrivare ad essere anche 500-700, vengono deposte in un nido di bolle.

## Usi umani
Questo pesce non viene pescato solo come alimento dalle popolazioni asiatiche, ma è anche abbastanza diffuso negli acquari.